# Papeete
Papeete (tahitianisch: Papeʻete) ist die Hauptstadt von Französisch-Polynesien und liegt auf der Insel Tahiti, die zu den Gesellschaftsinseln gehört. 
Im Jahr 2022 betrug die Einwohnerzahl der Stadt Papeete 26.654 Personen, nach 26.017 im Jahr 2007, 25.769 im Jahr 2012 und 26.926 im Jahr 2017.
Papeete ist Sitz des Erzbistums Papeete.

## Stadtgliederung

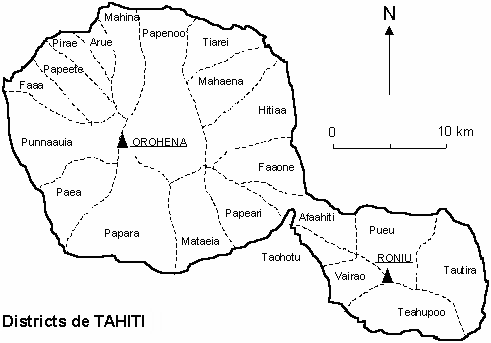

Die Stadt Papeete gliedert sich in elf quartiers, von denen sechs Anteil an der Küste haben und zwei weitere küstennah gelegen sind.
| \| ID Quartier \| Quartier \| Fläche km²[4] \| Bevölkerung 17. Aug. 2017[4] \| Dichte /km² \| Lage \| \| ----------- \| ------------------------------ \| ------------- \| ---------------------------- \| ----------- \| --------- \| \| 35A \| Manu Hoe - Fare ute - Motu uta \| 1,15 \| 2301 \| 2000 \| Küste \| \| 35B \| Patutoa \| 0,44 \| 1653 \| 3748 \| Küste \| \| 35C \| Taunoa \| 0,40 \| 2187 \| 5512 \| Küste \| \| 35D \| Fariipiti \| 0,34 \| 1811 \| 5332 \| küstennah \| \| 35E \| Titioro \| 3,53 \| 3566 \| 1009 \| Inneres \| \| 35F \| Tepapa \| 4,63 \| 3407 \| 736 \| Inneres \| \| 35G \| Faiere \| 0,87 \| 1933 \| 2213 \| Küste \| \| 35H \| Pic Rogue \| 3,23 \| 1973 \| 611 \| Inneres \| \| 35I \| Tipaerui \| 1,93 \| 4187 \| 2143 \| Küste \| \| 35J \| Paofai \| 0,60 \| 1638 \| 2743 \| Küste \| \| 35K \| Mamao \| 0,52 \| 2269 \| 4343 \| küstennah \| \| 35 \| Papeete \| 17,64 \| 26925 \| 1526 \| \| |                                |            |                           |             |           |
| ID Quartier | Quartier                       | Fläche km² | Bevölkerung 17. Aug. 2017 | Dichte /km² | Lage      |
| 35A | Manu Hoe - Fare ute - Motu uta | 1,15       | 2301                      | 2000        | Küste     |
| 35B | Patutoa                        | 0,44       | 1653                      | 3748        | Küste     |
| 35C | Taunoa                         | 0,40       | 2187                      | 5512        | Küste     |
| 35D | Fariipiti                      | 0,34       | 1811                      | 5332        | küstennah |
| 35E | Titioro                        | 3,53       | 3566                      | 1009        | Inneres   |
| 35F | Tepapa                         | 4,63       | 3407                      | 736         | Inneres   |
| 35G | Faiere                         | 0,87       | 1933                      | 2213        | Küste     |
| 35H | Pic Rogue                      | 3,23       | 1973                      | 611         | Inneres   |
| 35I | Tipaerui                       | 1,93       | 4187                      | 2143        | Küste     |
| 35J | Paofai                         | 0,60       | 1638                      | 2743        | Küste     |
| 35K | Mamao                          | 0,52       | 2269                      | 4343        | küstennah |
| 35 | Papeete                        | 17,64      | 26925                     | 1526        |           |

Die Agglomeration von Papeete umfasst neun Gemeinden, drei im Osten und vier im Südwesten der Stadt sowie die Gemeinde Moorea-Maiao mit den Inseln Moorea (mit fünf communes associées) und Maiao (entspricht einer commune associée). Die neun Gemeinden hatten zum Stichtag des Zensus am 17. August 2017 zusammengenommen eine Bevölkerung von 166.267. Von Nordosten nach Südwesten:
- Mahina
- Arue (mit dem Atoll Tetiaroa)
- Pirae
- Papeete
- Faa’a
- Punaauia
- Paea
- Papara
- Moorea-Maiao

## Geschichte

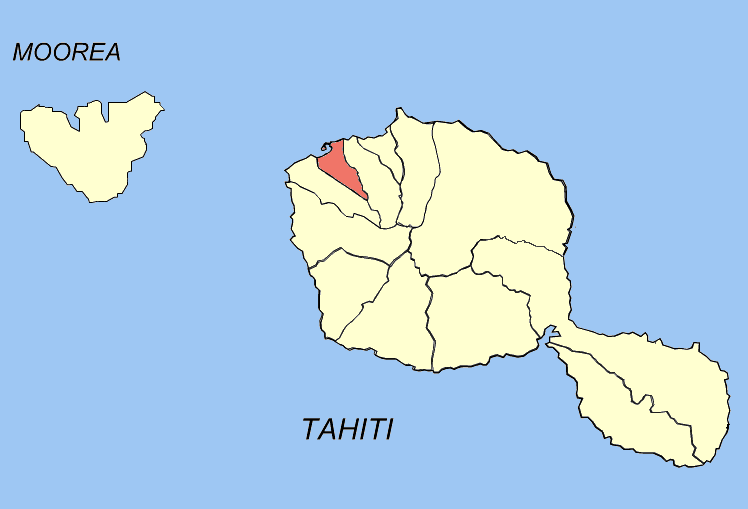
Lage von Papeete auf Tahiti.

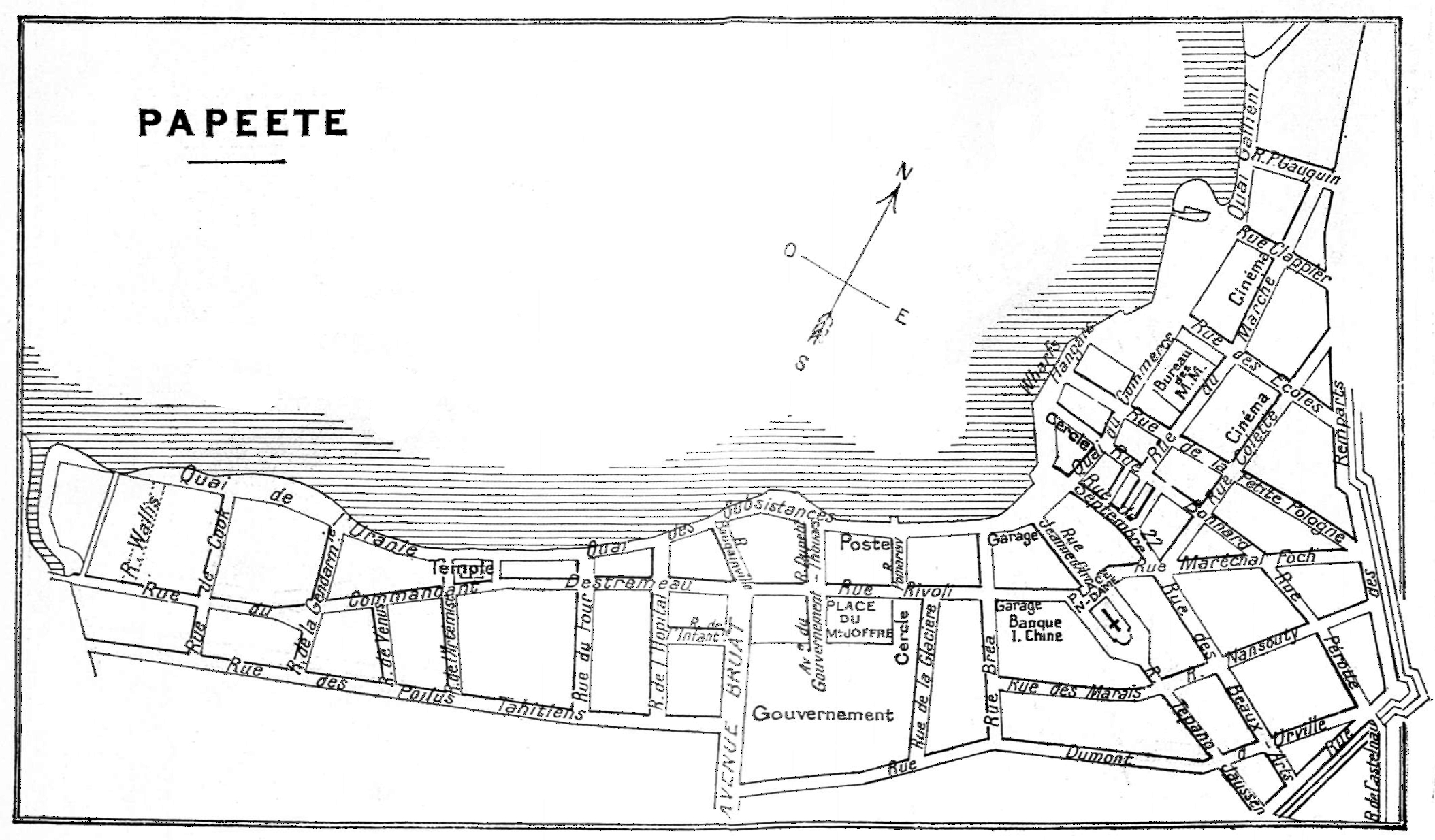
Karte von Papeete 1930.

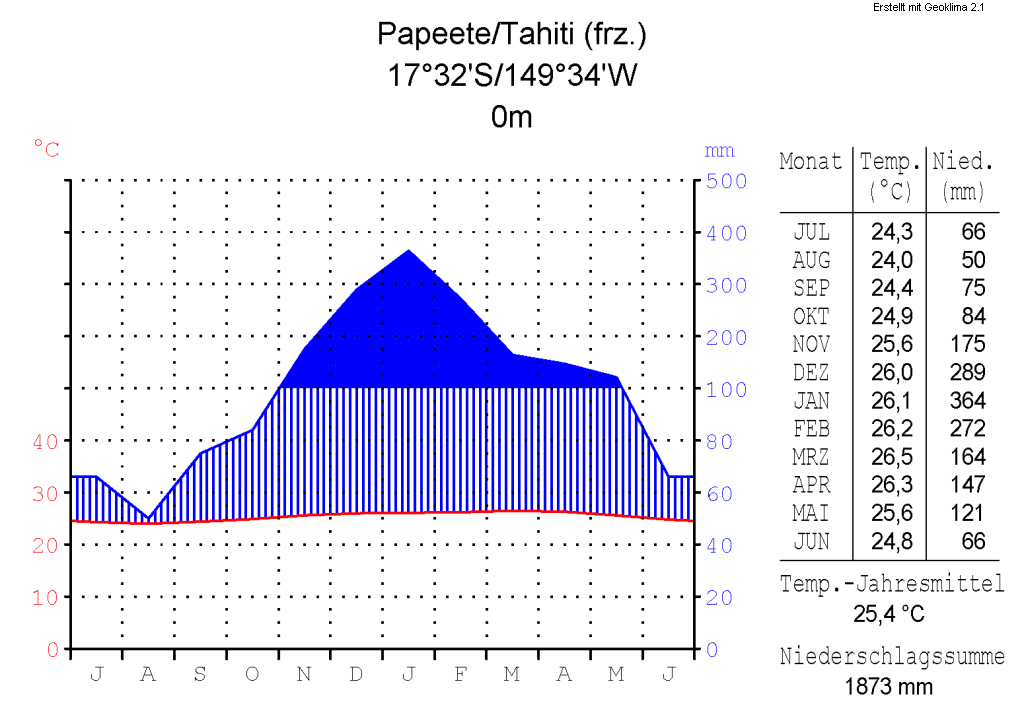
Klimadiagramm von Papeete.

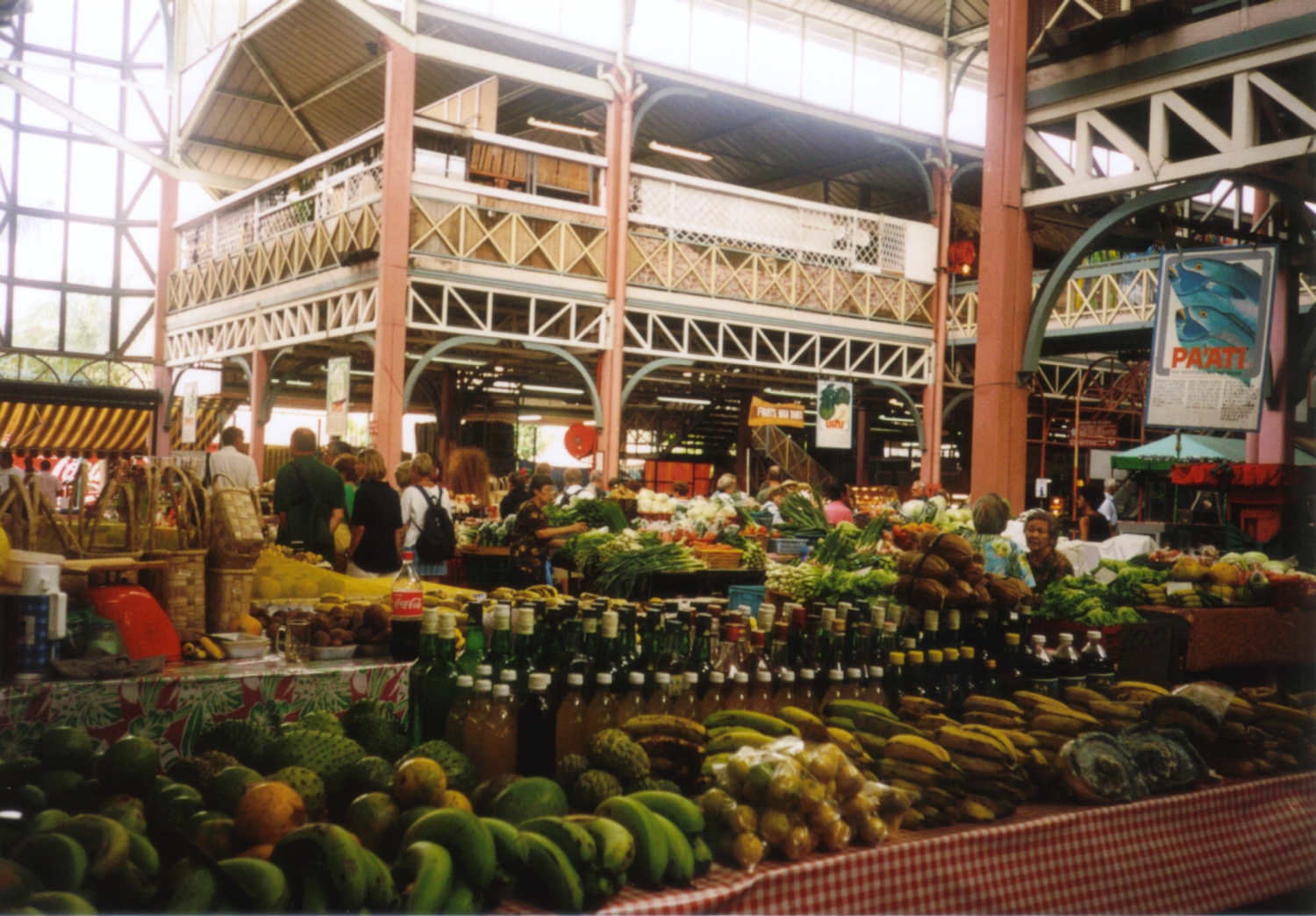
Markthalle in Papeete.

Der Missionar William Crook war 1818 der erste Europäer, der sich im Gebiet des heutigen Papeete ansiedelte. Die tahitianische Königin Pomaré IV. ließ sich daraufhin ebenfalls dort nieder und erhob Papeete vor 1830 zu ihrer Hauptstadt. Papeete wurde zu einem regionalen Handels- und Transportzentrum. Nach der Kolonisierung durch Frankreich mit Errichtung eines Protektorats 1842 blieb Papeete die Hauptstadt. Ein Feuer zerstörte 1884 große Teile des Ortes, auch ein Zyklon richtete 1906 große Schäden an. 
Am 22. September 1914 beschossen deutsche Kreuzer des Ostasiengeschwaders den Hafen Papeete.
Der internationale Flughafen von Papeete wurde 1961 eröffnet. Im September 1995 kam es wegen der französischen Atomtests auf dem Mururoa-Atoll drei Tage lang zu heftigen Auseinandersetzungen, die fast zur Zerstörung des Flughafens führten.

## Wirtschaft
Ein wichtiger Wirtschaftsfaktor ist der Hafen mit seinen rund 200 Unternehmen. Einen großen Anteil nimmt dabei der Tourismus mit jährlich 40.000 – 45.000 Kreuzfahrttouristen ein. Sie generieren jährliche Einnahmen von rund 60 Millionen Euro. Hinzu kommen jährlich 1,7 Millionen Passagiere der Fähren, die zwischen den Inseln Tahiti und Moorea verkehren. Die Stadt ist zudem das bedeutendste Verwaltungszentrum Französisch-Polynesien. Auch die Fluggesellschaft Air Tahiti Nui hat ihren Verwaltungssitz in Papeete.

## Bildung

### Gymnasien und Oberschulen
Papeete verfügt über ein staatliches und sechs private Lycées:
- Lycée Paul Gauguin (staatlich)
- Lycée La Mennais (privat)
- Lycée Samuel Raapoto (privat)
- Lycée Samuel Raapoto Annexe Pole Enseignement Supérieur (privat)
- Collège et lycée Pomare IV (privat)
- Lycée agricole privé Saint-Joseph de Papeete (privat)
- Lycée agricole de Taravao (privat)

## Städtepartnerschaft
Mit Nizza in Frankreich besteht eine Städtepartnerschaft.

## Persönlichkeiten

### Söhne und Töchter der Stadt
- Charles Mauu (1918–1990), Filmschauspieler und Varieté-Sänger
- Conrad L. Hall (1926–2003), US-amerikanischer Kameramann
- Hubert Coppenrath (1930–2022), römisch-katholischer Erzbischof von Papeete
- Jean Gabilou (* 1944), Schlagersänger
- Jean-Marie Le Vert (* 1959), römisch-katholischer Geistlicher, Weihbischof in Bordeaux
- Pascal Vahirua (* 1966), ehemaliger Fußballspieler
- Moetai Brotherson (* 1969), Politiker und Schriftsteller
- Maina Sage (* 1975), Politikerin
- Marama Vahirua (* 1980), Fußballspieler
- Mickaël Roche (* 1982), Fußballtorhüter
- Nicolas Vallar (* 1983), Fußballspieler
- Taïna Barioz (* 1988), Skirennläuferin
- Hereiti Bernardino (* 1993), Sprinterin
- Tematai Le Gayic (* 2000), Politiker
- Teura’itera’i Tupaia (* 2000), Speerwerfer

### Mit Bezug zur Stadt
Herman Melville war ab 1842 als Sträfling in Papeete. Seine dortigen Erfahrungen bildeten die Grundlage seiner Novelle Omoo. Paul Gauguin reiste 1891 nach Papeete und kehrte, bis auf die Jahre 1893 bis 1895, nie wieder nach Frankreich zurück. Auch Robert Louis Stevenson und Henry Adams verbrachten 1891 einige Zeit in Papeete. Marie-Thérèse Danielsson, die sich einen Namen als Aktivistin gegen die Atomwaffentests in Französisch-Polynesien gemacht hatte, starb 2003 in Papeete.

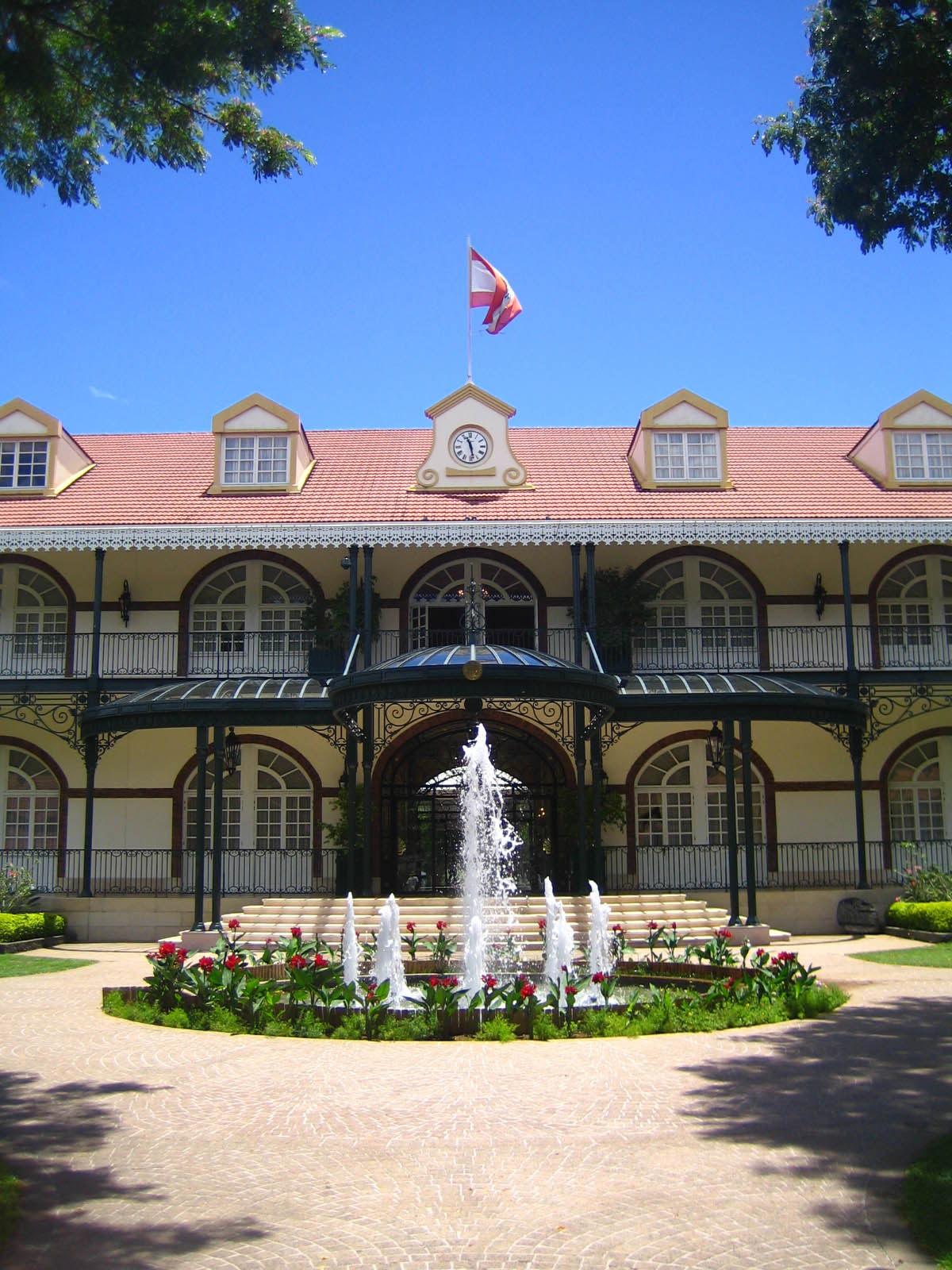
Präsidentenpalast
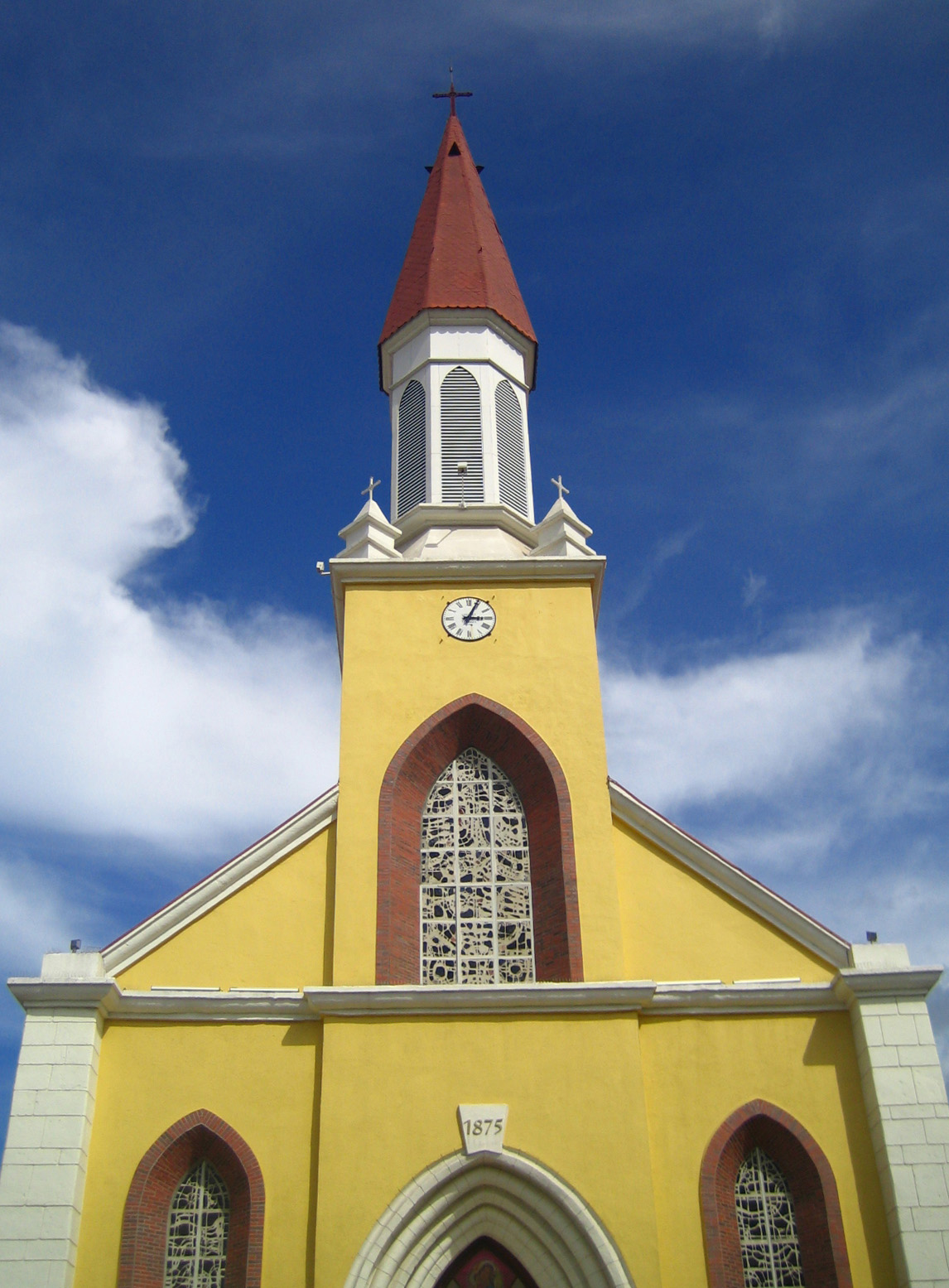
Römisch-katholische Cathédrale Notre-Dame in Papeete
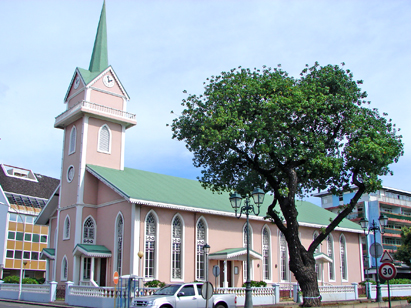
Paofai Tempel